# Coryneliella consimilis
Coryneliella consimilis är en svampart som beskrevs av Har. & P. Karst. 1890. Coryneliella consimilis ingår i släktet Coryneliella, divisionen sporsäcksvampar och riket svampar.   Inga underarter finns listade i Catalogue of Life.